# 제69회 아카데미상
제69회 아카데미상은 1997년 3월 24일에 열린 시상식이다. LA 슈라인 오디토리움에서 개최되었으며 사회자는 빌리 크리스탈이다.

## 후보 및 수상

### 작품상
- 잉글리쉬 페이션트 - 솔 제인츠 수상
- 파고 - 에단 코언
- 제리 맥과이어 - 제임스 L. 브룩스
- 비밀과 거짓말 - 사이먼 채닝윌리엄스
- 샤인 - 제인 스콧

### 남우주연상
- 샤인 - 제프리 러시 수상
- 잉글리쉬 페이션트 - 레이프 파인스
- 제리 맥과이어 - 톰 크루즈
- 래리 플린트 - 우디 해럴슨
- 슬링 블레이드 - 빌리 밥 손턴

### 여우주연상
- 파고 - 프랜시스 맥도먼드 수상
- 브레이킹 더 웨이브 - 에밀리 왓슨
- 잉글리쉬 페이션트 - 크리스틴 스콧 토머스
- 마빈의 방 - 다이앤 키튼
- 비밀과 거짓말 - 브렌다 블레신

### 남우조연상
- 제리 맥과이어 - 쿠바 구딩 주니어 수상
- 파고 - 윌리암 H. 머시
- 미시시피의 유령 - 제임스 우즈
- 프라이멀 피어 - 에드워드 노턴
- 샤인 - 아르민 뮐러슈탈

### 여우조연상
- 잉글리쉬 페이션트 - 쥘리에트 비노슈 수상
- 크루서블 - 조앤 앨런
- 로즈 앤 그레고리 - 로런 버콜

### 여인의 초상
- 바바라 허쉬
- 비밀과 거짓말 - 마리안 장 밥티스트

### 감독상
- 잉글리쉬 페이션트 - 앤서니 밍겔라 수상
- 파고 - 조엘 코언
- 래리 플린트 - 밀로스 포먼
- 비밀과 거짓말 - 마이크 리
- 샤인 - 스콧 힉스

### 각본상
- 파고 - 에단 코언 수상
- 제리 맥과이어 - 캐머런 크로
- 론 스타 - 존 세일즈
- 비밀과 거짓말 - 마이크 리
- 샤인 - 잔 사디

### 각색상
- 슬링 블레이드 - 빌리 밥 손턴 수상
- 크루서블 - 아서 밀러
- 잉글리쉬 페이션트 - 앤서니 밍겔라
- 햄릿 - 케네스 브레너
- 트레인스포팅 - 존 호지

### 촬영상
- 잉글리쉬 페이션트 - 존 세일즈 수상
- 에비타 - 다리우스 콘지
- 파고 - 로저 디킨스
- 아름다운 비행 - 케일럽 데이셔넬
- 마이클 콜린스 - 크리스 멘지스

### 편집상
- 잉글리쉬 페이션트 - 월터 머치 수상
- 에비타 - 게리 햄블링
- 파고 - 이선 코언
- 제리 맥과이어 - 조 허칭
- 샤인 - 핍 카멜

### 미술상
- 잉글리쉬 페이션트 - 스튜어트 크레이그 수상
- 버드케이지 - 보 웰치
- 에비타 - 브라이언 모리스
- 햄릿 - 팀 하비
- 로미오와 줄리엣 - 캐서린 마틴

### 의상상
- 잉글리쉬 페이션트 - 앤 로스 수상
- 천사와 벌레 - 폴 브라운
- 엠마 - 로스 마이어스
- 햄릿 - 알렉산드라 번

### 여인의 초상
- 자넷 페터슨

### 분장상
- 너티 프로페서 - 릭 베이커 수상
- 미시시피의 유령 - 멍글
- 스타 트렉 8 - 퍼스트 콘택트 - 웨스트모어

### 음악상
- 잉글리쉬 페이션트 - 가브리엘 야리드 수상
- 엠마 - 레이첼 포트먼 수상
- 햄릿 - 패트릭 도일
- 마이클 콜린스 - 엘리엇 골든솔
- 샤인 - 데이비드 허슈펠더
- 슬리퍼스 - 존 윌리엄스
- 조강지처 클럽 - 마크 샤이먼
- 노틀담의 꼽추 - 앨런 멩컨
- 제임스와 거대한 복숭아 - 랜디 뉴먼
- 프리쳐스 와이프 - 한스 짐머

### 주제가상
- 에비타 - 앤드루 로이드 웨버 수상
- 로즈 앤 그레고리 - 바브라 스트라이샌드
- 어느 멋진 날 - 제임스 뉴턴 하워드
- 댓 씽 유 두 - 애덤 슐레진저
- 업 클로즈 앤 퍼스널 - 다이앤 워런

### 음향편집상
- 고스트 앤 다크니스 - 브루스 스탬블러 수상
- 데이라잇 - Anderson
- 이레이저 - Murray

### 음향믹싱상
- 잉글리쉬 페이션트 - 월터 머치 수상
- 에비타 - 앤디 넬슨
- 인디펜던스 데이 - 크리스 카펜터
- 더 록 - 케빈 오코널
- 트위스터 - 스티브 매슬로

### 시각효과상
- 인디펜던스 데이 - 보커 엔젤 수상
- 드래곤하트 - 스콧 스콰이어스
- 트위스터 - 스테펀 팽마이어

### 외국어영화상
- 콜리야 - Jan Sverak 수상
- 코카서스의 죄수 - 세르게이 보드로프
- 사랑의 요리사 - 나나 조르자제
- 리디큘 - 파트리스 르콩트
- 일요일의 이변 - 베릿트 네쉐임

### 단편애니메이션상
- Quest - 티런 몽고메리 수상
- Canhead - 티머시 히틀
- La Salla - Richard Condie
- Wat's Pig - 피터 로드

### 단편영화상
- Dear Diary - 데이비드 프랭클 수상
- De tripas, corazon - Antonio Urrutia
- Ernst & Lyset - 킴 망누손
- Esposados - 후안 카를로스 프레스나디요
- Senza parole - Bernadette Carranza

### 장편다큐멘터리상
- When We Were Kings - Leon Gast 수상
- The Line King: Al Hirschfeld - Susan Warms Dryfoos
- 만델라 - 조 메넬
- Suzanne Farrell: Elusive Muse - 앤 벨
- Tell the Truth and Run: George Seldes and the American Press - 릭 골드스미스

### 단편다큐멘터리상
- Breathing Lessons: The Life and Work of Mark O'Brien - 제시카 유 수상
- Cosmic Voyage - 제프리 마빈
- An Essay on Matisse - 페리 울프
- Special Effects: Anything Can Happen - 수잰 심슨
- The Wild Bunch: An Album in Montage - 폴 세이더

### 공로상
- 마이클 키드 수상

### 어빙 솔버그 상
- 사울 제인츠 수상
- 표창메달Volker Bahnemann 수상